# Баяран
Баяра́н (удм. Байран) — деревня в Ярском районе Удмуртии, входит в состав Казаковского сельского поселения.

## География
Деревня находится северо-восточнее холма Тумил. Абсолютная высота — 204 м над уровнем моря.

### Часовой пояс
Деревня Баяран, как и вся Удмуртская Республика, находится в часовой зоне МСК+1. Смещение применяемого времени относительно UTC составляет +4:00.

## Население
| 2010 | 2012 |
| ---- | ---- |
| 96   | ↘83  |

## Улицы
В деревне имеются две улицы: Имени Золотарёва и Школьная.